# ソニックブーム

超音速飛行により発生する衝撃波が、ソニックブームを生む

ソニックブーム（英: sonic boom）とは、超音速機の超音速飛行など、大気中を音速より速く移動する物体により発生する衝撃波が生む、轟くような大音響のこと。衝撃波以外の原因で生じる単発的な大音響を含める場合もある。
地上で観測される轟音は衝撃波が減衰したものと、地上の物体を衝撃波が広範囲に鳴動させて発生するものが主体で、空中の飛行機内などでは轟くような音にならない（何かがぶつかったように聞こえる）。

## 概要
超音速で飛行する物体が上空を通過した際に、何かが爆発したような2つの不連続な音として観測される。2つの音のうち、最初の音は飛行体前方で発生した衝撃波（マッハコーン）によるもので、2つ目の音は物体後方（スペースシャトルの場合は垂直尾翼）で生じた衝撃波で生じる。機体の大きさや質量によって聞こえ方も変わるためこの2つの音を区別するのが難しく1回しか聞こえない場合もあるが、スペースシャトル帰還時に聞こえる音ははっきり2つに分かれて聞こえる。このソニックブームを波形にすると、ラテン文字の「N」の字の形になるため、N-ウェーブと呼ばれる。
1960年代には、高高度を飛行すれば衝撃波は減衰し、地表でソニックブームは発生しないと楽観視されていた。しかし、ノースアメリカン XB-70 が高度約21,000m（音が到達するまで、約1分の距離）を飛行した際、地上で強力なソニックブームが観測され、減衰度は従来の予想よりもはるかに小さいことが判明した。この結果が、技術的には充分可能な超音速旅客機や超音速輸送機の実用化を妨げる要因となっている。コンコルドは洋上の高高度でのみ超音速飛行が許されていたが、やはり大西洋上を航海中のクルーズ客船でソニックブームが観測されている。
2013年に、ロシア連邦で発生した隕石の落下による災害は、隕石の通過と爆発で発生するソニックブームが災害の原因となった。隕石の爆発は、15kmから25kmという高高度で発生した現象である。
これらの現象は「原因不明」とされることもある。例えば、戦闘機が超音速で飛行している場合、ソニックブームが地上に到達する頃には、戦闘機は発生場所から既に意外なほど遠くに離れており、聞こえた方向には発生源の戦闘機は既に存在しない。このため、地上の人々はソニックブームだけを体感することになり、「原因不明の轟音」とされる。

## ソニックブームのデータ例
| 航空機           | 速度                       | 高度                      | 圧力 ({\displaystyle \mathrm {lbf} /\mathrm {ft} ^{2}}) | 圧力 ({\displaystyle \mathrm {Pa} }) |
| ---------------- | -------------------------- | ------------------------- | ------------------------------------------------------- | ------------------------------------ |
| SR-71            | マッハ{\displaystyle 3.0}  | 80,000フィート (24,000 m) | {\displaystyle 0.9}                                     | {\displaystyle 43}                   |
| コンコルド SST   | マッハ{\displaystyle 2.0}  | 52,000フィート (16,000 m) | {\displaystyle 1.94}                                    | {\displaystyle 93}                   |
| F-104            | マッハ{\displaystyle 1.93} | 48,000フィート (15,000 m) | {\displaystyle 0.8}                                     | {\displaystyle 38}                   |
| スペースシャトル | マッハ{\displaystyle 1.5}  | 60,000フィート (18,000 m) | {\displaystyle 1.25}                                    | {\displaystyle 60}                   |

## 低減の試み

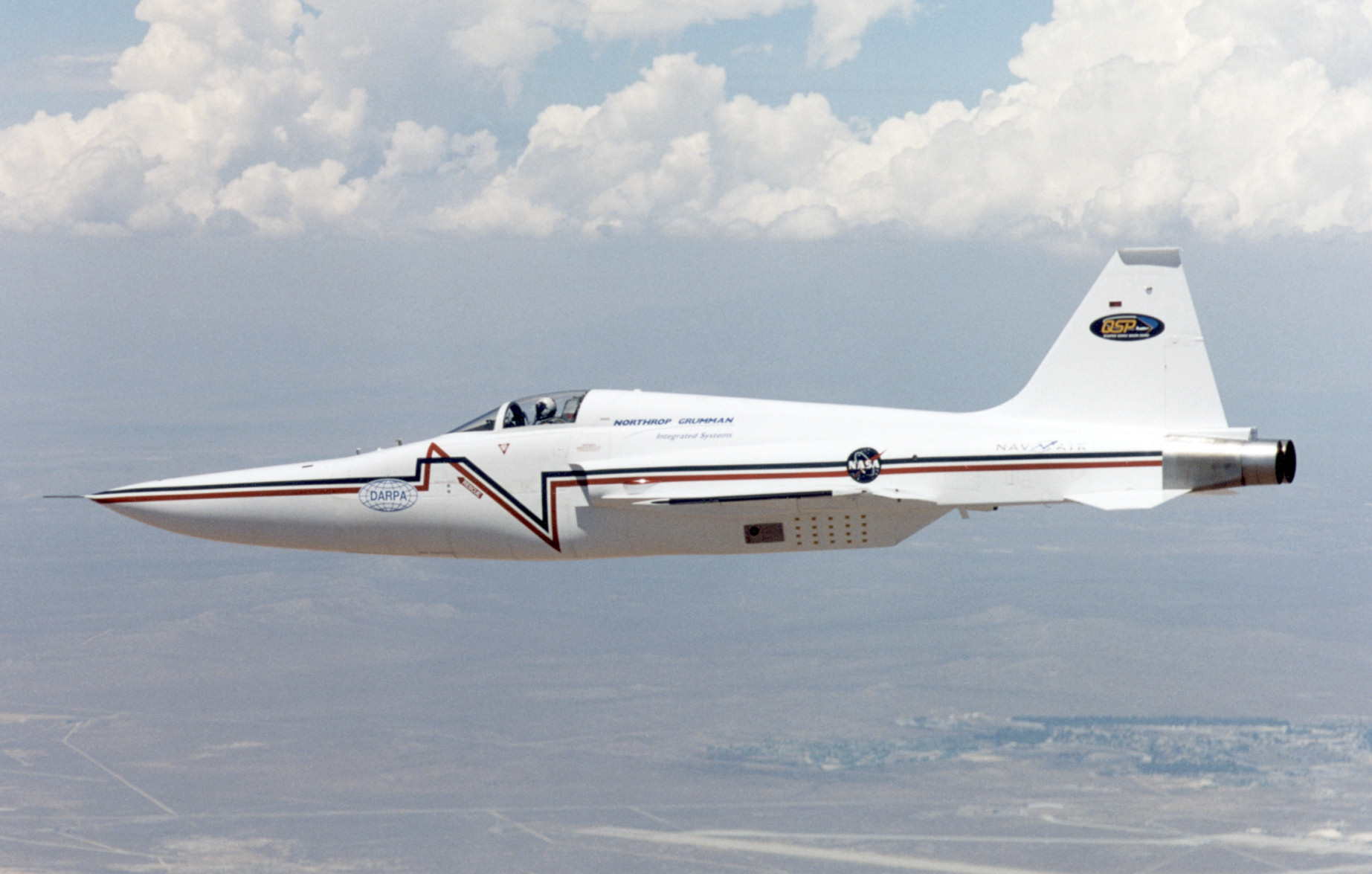
試験飛行中のF-5E改造機

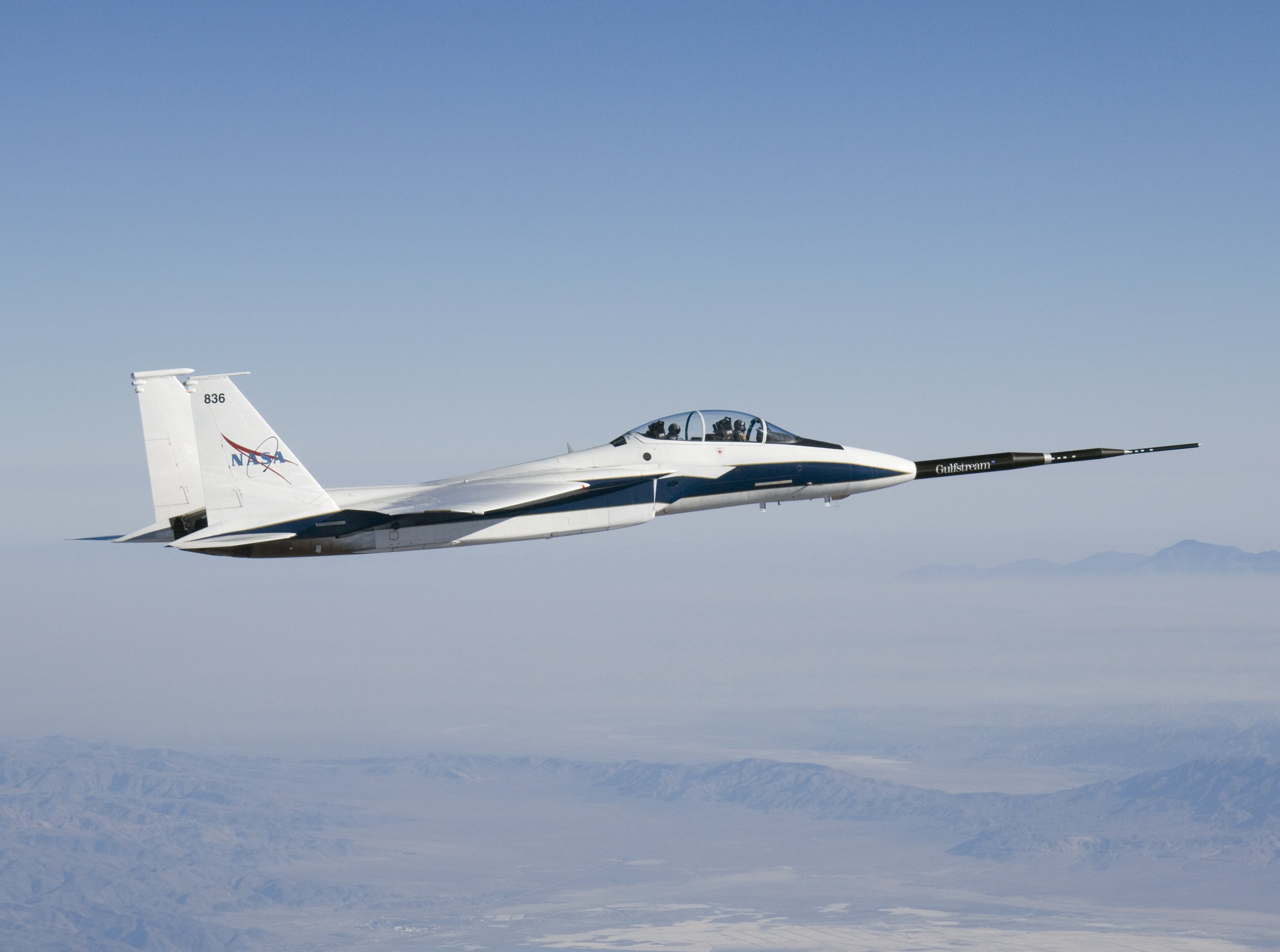
クワイエット・スパイクが取り付けられたF-15B NASA所属機

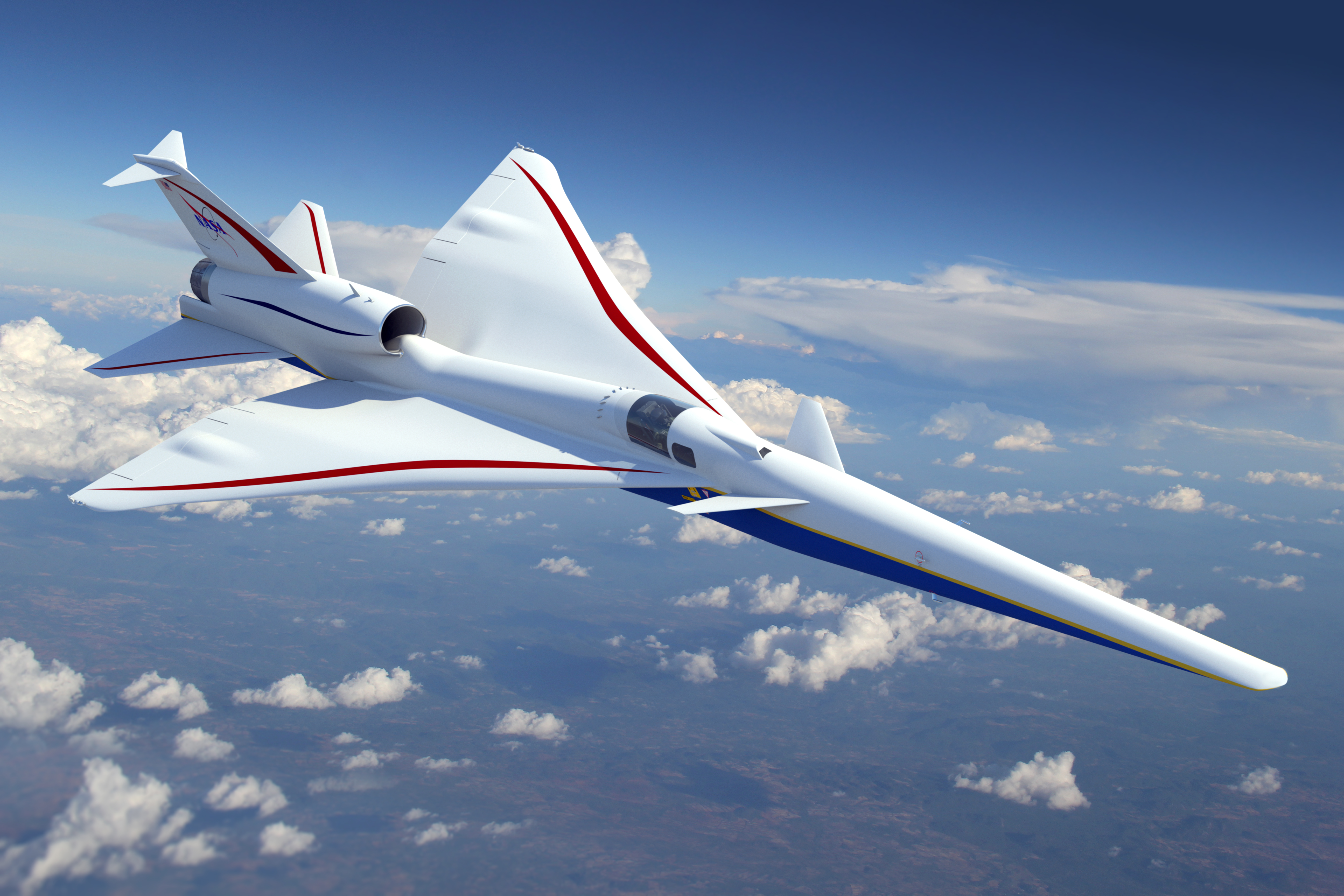
X-59概念検証機（イメージCG）

2004年現在、ソニックブーム低減のための研究 SSBD(Shaped Sonic Boom Demonstration 低ソニック・ブーム設計手法飛行実証) が、DARPA の予算の下で NASA ドライデン飛行研究センターで実施する。使用している機体はノースロップF-5で、機首の形状を整形することによりソニックブームの低減を試みる。
また、2006年には航空機の先端に取り付ける長い棒状のパーツによってソニックブームを低減するクワイエット・スパイク、2008年にはXプレーンの内の1機であるX-54がそれぞれガルフストリーム・エアロスペースとNASAとの共同研究として開発が進められている。これらとは別にロッキード・マーティン社のスカンク・ワークスはNASAとの共同研究でX-59を、2021年から2022年の初飛行を目指して開発をしている。
また、日本でも宇宙航空研究開発機構 (JAXA) が精力的に研究を行なっており、低ソニックブーム設計概念実証プロジェクト（D-SENDプロジェクト）が進められている  。

## 利用
気象制御（雹の発生防止）を行うため、ソニックブームを上空に発射する装置が存在する。